# Almsjön, Lappland
Almsjön är en sjö i Åsele kommun i Lappland och ingår i Ångermanälvens huvudavrinningsområde. Sjön har en area på 0,962 kvadratkilometer och ligger 327 meter över havet. Sjön avvattnas av vattendraget Kvarnån.

## Delavrinningsområde
Almsjön ingår i det delavrinningsområde (713856-156034) som SMHI kallar för Utloppet av Almsjön. Medelhöjden är 377 meter över havet och ytan är 7,46 kvadratkilometer. Det finns ett avrinningsområde uppströms, och räknas det in blir den ackumulerade arean 47,37 kvadratkilometer. Kvarnån som avvattnar avrinningsområdet har biflödesordning 2, vilket innebär att vattnet flödar genom totalt 2 vattendrag innan det når havet efter 226 kilometer. Avrinningsområdet består mestadels av skog (81 procent). Avrinningsområdet har 0,96 kvadratkilometer vattenytor vilket ger det en sjöprocent på 12,9 procent.